# Hagop Pakradonian
Hagop Pakradonian, orm.: Յակոբ Բագրատունեան – libański polityk ormiańskiego pochodzenia, jeden z liderów Armeńskiej Federacji Rewolucyjnej (Dasznak). Ukończył zarządzanie na Uniwersytecie Amerykańskim w Bejrucie oraz nauki polityczne i studia MBA na Uniwersytecie Libańskim. W latach 1875–1980 pracował jako dziennikarz w ormiańskim dzienniku Aztag. W latach 1984–2002 był rzecznikiem libańskiego Dasznaku. W 2005 r. i ponownie w 2009 r. otrzymał mandat do Zgromadzenia Narodowego z okręgu Al-Matin, przeznaczony dla prawosławnego Ormianina. Jest członkiem Bloku Zmian i Reform.